# Auf das, was wir lieben
Auf das, was wir lieben ist ein französischer Film (Gesellschaftsdrama) von Maurice Pialat aus dem Jahr 1983.

## Handlung
Suzanne ist 16 Jahre alt und verbringt ihre Sommerferien mit Freunden im Ferienlager. Hier probt sie Man spielt nicht mit der Liebe von Alfred de Musset ein. Ihr älterer Bruder unternimmt mit ihr eine Bootsfahrt und glaubt sie vor Ort wohlbehütet. Suzanne entwischt jedoch ein ums andere mal aus dem Ferienlager und trifft sich heimlich mit ihrem Freund Luc, mit dem sie jedoch nie schläft. Abends beim Tanz lernt sie einen Amerikaner kennen, den sie zwar kaum kennt, mit dem sie jedoch noch in derselben Nacht schläft. Am Morgen hat sie ein schlechtes Gewissen wegen Luc und ist verblüfft, dass der Amerikaner so tut, als kenne er sie nicht. Bald sind die Ferien vorüber. Suzanne lebt wieder zu Hause, wo ihr Vater Pelze verarbeitet. Ihm hilft ihr Bruder Robert, der jedoch eigentlich lieber schreibt. Der Vater findet, dass Robert Talent hat. 
Luc trennt sich spontan von Suzanne, die sich schnell mit dem Jungen Bernard tröstet. Mit ihm geht sie aus und schläft mit ihm, während sie ihrer Familie sagt, dass sie mit Freunden ins Kino gehe. Als sie nach Mitternacht heimkehrt, ist ihr Vater noch wach. Beide sprechen miteinander, so erfährt Suzanne nicht nur, dass ihr Vater längst von ihrer Liebschaft weiß, sondern auch, dass er die Familie verlassen wird, hat er doch eine Geliebte. Kurz darauf wissen auch Suzannes Mutter und Bruder, dass der Vater die Familie verlässt.
Luc will wieder mit Suzanne zusammenkommen, doch erklärt sie ihm, dass sie nie mit ihm schlafen könne und er sie in Ruhe lassen soll. In der Familie hat Robert die dominante Stellung übernommen, zumal die Mutter nach dem Weggang des Vaters sehr labil geworden ist und mit Selbstmord droht. Suzannes zunehmend rebellische und abweisende Art und ihre entstehenden Konflikte mit ihrem Bruder, der ihren lockeren Lebenswandel mit allen Mitteln unterbinden will, belasten die Familie immens. Robert schlägt seine Schwester immer häufiger, um die Mutter vor ihr und ihrem Hass zu schützen. Suzanne reagiert auf ihre Weise, bleibt von zu Hause weg und geht auf Feiern mit Freunden. Nachdem ein Familienstreit eskaliert ist, erklärt Suzanne, wie schon früher erneut ins Internat gehen zu wollen, halte sie das Zusammenleben mit ihrer Mutter doch nicht aus. Das Liebeskarussell dreht sich weiter, so kommt Suzannes Freundin Anne mit Luc zusammen, während Suzanne in Jean-Pierre einen neuen Freund findet. Mit ihm ist es ihr ernster. Obwohl sie auch ihn nicht liebt, ja möglicherweise wie alle vorherigen Freunde gar nicht lieben kann, heiraten beide nach einer Weile. Sechs Monate nach der Hochzeit sind beide mit Robert und seiner Frau, der Mutter und weiteren Freunden der Familie in der Wohnung, als plötzlich der Vater erscheint und beginnt, die Wohnung vermessen zu lassen. Er will sie verkaufen. Es kommt zur familiären Konfrontation, in deren Verlauf sich Suzanne auf die Seite ihres Vaters stellt. Es wird zudem deutlich, dass Suzanne im Gegensatz zum Rest der Familie nie mit dem Vater gebrochen hatte, sondern ihn regelmäßig besuchte. Die Mutter weist den Vater aus der Wohnung.
Einige Zeit später besucht Suzanne ihren Vater. Sie hat einen Koffer dabei und eröffnet ihm, dass sie für mehrere Monate nach San Diego gehen wird. Nicht ihr Ehemann begleitet sie, sondern ihr Freund Michel. Der Vater rät ihr, am besten in San Diego zu bleiben. Er besteigt den Bus, während Suzanne mit Michel ins Flugzeug steigt. Selbst hoch in den Wolken sieht Suzanne nicht zufrieden aus.

## Produktion
- Ausgangspunkt für das Drehbuch war eine schon 1975 geschriebene autobiographische Novelle von Arlette Langmann: Les filles du faubourg (also Die Vorstadtmädchen, wobei die Straßen, die den Faubourg im Namen führen, so im Fall dieser Novelle die Rue du Faubourg-Poissonnière, längst im Inneren von Paris liegen). Vorbild für das Geschwisterpaar Suzanne und Robert waren Arlette Langmann selbst und ihr Bruder Claude Berri, deren Eltern tatsächlich, wie auch im Film, Kürschner waren.[1]
- Auf das, was wir lieben wurde unter anderem in Paris und Hyères gedreht; die Dreharbeiten fanden im Zeitraum von Oktober 1982 bis Januar 1983 sowie, für die Aufnahmen am Mittelmeer, im Juni 1983 statt.[1]
- Der Film kam am 16. November 1983 in die französischen Kinos und lief im Februar 1984 auf der Berlinale 1984. Der Film kam nicht in die deutschen Kinos, sondern wurde erstmals am 7. Juli 1986 im ZDF gezeigt.
- Im Film ist mehrfach The Cold Song von Henry Purcell zu hören; der Titel wird dabei von Klaus Nomi gesungen.
- Es war einer der ersten Filme von Sandrine Bonnaire, die zum Zeitpunkt der Premiere 16 Jahre alt war.

## Kritik
Für den film-dienst war Auf das, was wir lieben ein „formal und inhaltlich durchaus ernstzunehmendes, diskussionswertes Porträt einer Halbwüchsigen, deren Gefühle durch die neuen Moralvorstellungen alles andere als vereinfacht werden.“ Der Film bleibe dabei jedoch an der Oberfläche und verliere sich in „pseudophilosophischer Vieldeutigkeit“. Für Cinema war der Film ein „schmerzhaft intensives Werk über dysfunktionale Beziehungen […] rau und konfrontativ“.

## Auszeichnungen
Maurice Pialat gewann 1983 für Auf das, was wir lieben den Louis-Delluc-Preis. Der Film lief 1984 auf der Berlinale im Wettbewerb um den Goldenen Bären und gewann im selben Jahr den César in der Kategorie Bester Film. Sandrine Bonnaire wurde zudem mit einem César in der Kategorie Beste Nachwuchsdarstellerin ausgezeichnet. Eine César-Nominierung erhielt Maurice Pialat in der Kategorie Beste Regie. Auf dem Chicago International Film Festival war der Film 1984 für einen Gold Hugo nominiert.